# Mistrzostwa Ameryki Północnej, Środkowej i Karaibów w Piłce Siatkowej Kobiet 2017
Mistrzostwa Ameryki Północnej, Środkowej i Karaibów w Piłce Siatkowej Kobiet 2017 – 25. edycja mistrzostw rozegrana w dniach 26 września – 16 października 2017 roku w Kanadzie, Dominikanie oraz Trynidadzie i Tobago. Jest to pierwszy w historii turniej Mistrzostw NORCECA rozgrywany w trzech różnych krajach. W rozgrywkach wystartuje 12 reprezentacji narodowych.
Turniej połączony był z kwalifikacjami do Mistrzostw Świata 2018: po dwa najlepsze zespoły z każdej z grup otrzymały awans na Mistrzostwa Świata 2018 we Japonii.

## Drużyny uczestniczące
Sześć najwyżej sklasyfikowanych drużyn w Rankingu NORCECA Reprezentacji Seniorskich Kobiet z dnia 1 stycznia 2016r. (oprócz Stanów Zjednoczonych, która miała zagwarantowany udział w Mistrzostwach Świata jako obrońca tytułu) automatycznie awansowały na Mistrzostwa NORCECA 2017. Pozostałych sześciu uczestników wyłonią eliminacje w strefach regionalnych, po dwóch ze stref CAZOVA, ECVA i AFECAVOL.
| Kwalifikacja automatyczna | Kwalifikacja automatyczna | Kwalifikacja z turniejów strefowych | Kwalifikacja z turniejów strefowych | Kwalifikacja z turniejów strefowych |
| ------------------------- | ------------------------- | ----------------------------------- | ----------------------------------- | ----------------------------------- |
| Ranking NORCECA           | Dominikana (2)            | CAZOVA                              | Mistrz 2017                         | Trynidad i Tobago (8)               |
| Ranking NORCECA           | Portoryko (3)             | CAZOVA                              | Wicemistrz 2017                     | Jamajka (11)                        |
| Ranking NORCECA           | Kuba (4)                  | ECVA                                | ECVA                                | Saint Lucia (15)                    |
| Ranking NORCECA           | Kanada (5)                | ECVA                                | ECVA                                | Dominika (17)                       |
| Ranking NORCECA           | Meksyk (6)                | AFECAVOL                            | AFECAVOL                            | Nikaragua (9)                       |
| Ranking NORCECA           | Kostaryka (7)             | AFECAVOL                            | AFECAVOL                            | Gwatemala (12)                      |

W nawiasach podano pozycję w Rankingu NORCECA Reprezentacji Seniorskich Kobiet z dnia 1 stycznia 2016r.

## System rozgrywek

### Punktacja
- Wynik: 3:0; zwycięzca - 5 pkt, przegrany - 0 pkt
- Wynik: 3:1; zwycięzca - 4 pkt, przegrany - 1 pkt
- Wynik: 3:2; zwycięzca - 3 pkt, przegrany - 2 pkt

## Skład grup
| Grupa A    | Grupa B     | Grupa C           |
| ---------- | ----------- | ----------------- |
| Dominikana | Kanada      | Trynidad i Tobago |
| Portoryko  | Kuba        | Meksyk            |
| Gwatemala  | Nikaragua   | Kostaryka         |
| Jamajka    | Saint Lucia | Dominika          |

## Faza grupowa
awans na Mistrzostwa Świata 2018

### Grupa A
Palacio de Voleibol, Santo Domingo, Dominikana
| Lp. | Drużyna    | Mecze | Mecze | Mecze | Pkt | Małe punkty | Małe punkty | Małe punkty | Sety | Sety | Sety  |
| Lp. | Drużyna    | M     | W     | P     | Pkt | zdob.       | str.        | ratio       | wyg. | prz. | ratio |
| --- | ---------- | ----- | ----- | ----- | --- | ----------- | ----------- | ----------- | ---- | ---- | ----- |
| 1   | Dominikana | 3     | 3     | 0     | 15  | 226         | 116         | 1.948       | 9    | 0    | MAX   |
| 2   | Portoryko  | 3     | 2     | 1     | 10  | 210         | 151         | 1.391       | 6    | 3    | 2.000 |
| 3   | Gwatemala  | 3     | 1     | 2     | 5   | 140         | 212         | 0.660       | 3    | 6    | 0.500 |
| 4   | Jamajka    | 3     | 0     | 3     | 0   | 128         | 225         | 0.569       | 0    | 9    | 0.000 |

Źródło: norceca.net
Punktacja: 3:0 – 5 pkt, 3:1 – 4 pkt, 3:2 – 3 pkt, 2:3 – 2 pkt, 1:3 – 1 pkt, 0:3 – 0 pkt
Zasady ustalania kolejności: 1. liczba zwycięstw, 2. liczba punktów, 3. stosunek małych punktów, 4. stosunek setów, 5. bilans w bezpośrednich meczach
| Data  | Godz. | Drużyna 1  | Wynik | Drużyna 2  | 1     | 2     | 3     | 4 | 5 | Widzów | * |
| ----- | ----- | ---------- | ----- | ---------- | ----- | ----- | ----- | - | - | ------ | - |
| 13.10 | 17:00 | Portoryko  | 3:0   | Jamajka    | 25:8  | 25:10 | 25:17 |   |   | 500    | 1 |
| 13.10 | 19:00 | Dominikana | 3:0   | Gwatemala  | 25:7  | 25:7  | 25:11 |   |   | 1900   | 2 |
| 14.10 | 17:00 | Gwatemala  | 0:3   | Portoryko  | 11:25 | 16:25 | 13:25 |   |   | 1000   | 3 |
| 14.10 | 19:00 | Jamajka    | 0:3   | Dominikana | 14:25 | 11:25 | 6:25  |   |   | 2000   | 4 |
| 15.10 | 17:00 | Gwatemala  | 3:0   | Jamajka    | 25:23 | 25:19 | 25:20 |   |   | 1000   | 5 |
| 15.10 | 19:00 | Dominikana | 3:0   | Portoryko  | 26:24 | 25:21 | 25:15 |   |   | 5000   | 6 |

### Grupa B
Langley Events Centre, Langley, Kanada
| Lp. | Drużyna     | Mecze | Mecze | Mecze | Pkt | Małe punkty | Małe punkty | Małe punkty | Sety | Sety | Sety  |
| Lp. | Drużyna     | M     | W     | P     | Pkt | zdob.       | str.        | ratio       | wyg. | prz. | ratio |
| --- | ----------- | ----- | ----- | ----- | --- | ----------- | ----------- | ----------- | ---- | ---- | ----- |
| 1   | Kanada      | 3     | 3     | 0     | 15  | 225         | 111         | 2.027       | 9    | 0    | MAX   |
| 2   | Kuba        | 3     | 2     | 1     | 10  | 206         | 135         | 1.526       | 6    | 3    | 2.000 |
| 3   | Nikaragua   | 3     | 1     | 2     | 5   | 142         | 186         | 0.763       | 3    | 6    | 0.500 |
| 4   | Saint Lucia | 3     | 0     | 3     | 0   | 84          | 225         | 0.373       | 0    | 9    | 0.000 |

Źródło: norceca.net
Punktacja: 3:0 – 5 pkt, 3:1 – 4 pkt, 3:2 – 3 pkt, 2:3 – 2 pkt, 1:3 – 1 pkt, 0:3 – 0 pkt
Zasady ustalania kolejności: 1. liczba zwycięstw, 2. liczba punktów, 3. stosunek małych punktów, 4. stosunek setów, 5. bilans w bezpośrednich meczach
| Data  | Godz. | Drużyna 1   | Wynik | Drużyna 2   | 1     | 2     | 3     | 4 | 5 | Widzów | * |
| ----- | ----- | ----------- | ----- | ----------- | ----- | ----- | ----- | - | - | ------ | - |
| 28.09 | 17:30 | Kuba        | 3:0   | Nikaragua   | 25:8  | 25:9  | 25:19 |   |   | 103    | 1 |
| 28.09 | 20:00 | Kanada      | 3:0   | Saint Lucia | 25:8  | 25:8  | 25:8  |   |   | 350    | 2 |
| 29.09 | 17:30 | Kuba        | 3:0   | Saint Lucia | 25:6  | 25:6  | 25:12 |   |   | 250    | 3 |
| 29.09 | 20:00 | Kanada      | 3:0   | Nikaragua   | 25:13 | 25:10 | 25:8  |   |   | 500    | 4 |
| 30.09 | 17:30 | Saint Lucia | 0:3   | Nikaragua   | 12:25 | 11:25 | 13:25 |   |   | 200    | 5 |
| 30.09 | 20:00 | Kanada      | 3:0   | Kuba        | 25:18 | 25:15 | 25:23 |   |   | 900    | 6 |

### Grupa C
National Cycling Centre, Couva, Trynidad i Tobago
| Lp. | Drużyna           | Mecze | Mecze | Mecze | Pkt | Małe punkty | Małe punkty | Małe punkty | Sety | Sety | Sety  |
| Lp. | Drużyna           | M     | W     | P     | Pkt | zdob.       | str.        | ratio       | wyg. | prz. | ratio |
| --- | ----------------- | ----- | ----- | ----- | --- | ----------- | ----------- | ----------- | ---- | ---- | ----- |
| 1   | Meksyk            | 3     | 3     | 0     | 13  | 260         | 184         | 1.413       | 9    | 2    | 4.500 |
| 2   | Trynidad i Tobago | 3     | 2     | 1     | 12  | 252         | 199         | 1.266       | 8    | 3    | 2.667 |
| 3   | Kostaryka         | 3     | 1     | 2     | 5   | 187         | 190         | 0.984       | 3    | 6    | 0.500 |
| 4   | Dominika          | 3     | 0     | 3     | 0   | 99          | 225         | 0.440       | 0    | 9    | 0.000 |

Źródło: norceca.net
Punktacja: 3:0 – 5 pkt, 3:1 – 4 pkt, 3:2 – 3 pkt, 2:3 – 2 pkt, 1:3 – 1 pkt, 0:3 – 0 pkt
Zasady ustalania kolejności: 1. liczba zwycięstw, 2. liczba punktów, 3. stosunek małych punktów, 4. stosunek setów, 5. bilans w bezpośrednich meczach
| Data  | Godz. | Drużyna 1         | Wynik | Drużyna 2         | 1     | 2     | 3     | 4     | 5    | Widzów | * |
| ----- | ----- | ----------------- | ----- | ----------------- | ----- | ----- | ----- | ----- | ---- | ------ | - |
| 13.10 | 17:00 | Meksyk            | 3:0   | Kostaryka         | 25:16 | 25:18 | 25:21 |       |      | 50     | 1 |
| 13.10 | 19:00 | Trynidad i Tobago | 3:0   | Dominika          | 25:16 | 25:7  | 25:9  |       |      | 200    | 2 |
| 14.10 | 17:00 | Dominika          | 0:3   | Meksyk            | 7:25  | 13:25 | 7:25  |       |      | 50     | 3 |
| 14.10 | 19:00 | Kostaryka         | 0:3   | Trynidad i Tobago | 19:25 | 16:25 | 22:25 |       |      | 150    | 4 |
| 15.10 | 17:00 | Dominika          | 0:3   | Kostaryka         | 14:25 | 13:25 | 13:25 |       |      | 50     | 5 |
| 15.10 | 19:00 | Trynidad i Tobago | 2:3   | Meksyk            | 21:25 | 22:25 | 25:23 | 25:22 | 9:15 | 200    | 6 |

## Nagrody indywidualne

### Grupa A
| MVP                   | Najlepsza punktująca   | Najlepsze środkowe             | Najlepsza atakująca | Najlepsze przyjmujące                 |
| --------------------- | ---------------------- | ------------------------------ | ------------------- | ------------------------------------- |
| Brenda Castillo       | Daly Santana           | Annerys Vargas Astrid Gonzales | Gina Mambrú         | Brayelin Martínez Bethania de la Cruz |
| Najlepsza zagrywająca | Najlepsza rozgrywająca | Najlepsza broniąca             | Najlepsza libero    | Najlepsza odbierająca                 |
| Yonkaira Peña         | Natalia Valentin       | Brenda Castillo                | Brenda Castillo     | Brenda Castillo                       |

### Grupa B
| MVP                   | Najlepsza punktująca   | Najlepsze środkowe          | Najlepsza atakująca | Najlepsze przyjmujące            |
| --------------------- | ---------------------- | --------------------------- | ------------------- | -------------------------------- |
| Alexa Gray            | Alexa Gray             | Daimara Lescay Laura Suàrez | Alexa Gray          | Sulian Matienzo Amalia Hernàndez |
| Najlepsza zagrywająca | Najlepsza rozgrywająca | Najlepsza broniąca          | Najlepsza libero    | Najlepsza odbierająca            |
| Marie-Alex Bèlanger   | Megan Cyr              | Kristen Moncks              | Emily Borrel        | Kyla Richey                      |

### Grupa C
| MVP                   | Najlepsza punktująca   | Najlepsze środkowe         | Najlepsza atakująca | Najlepsze przyjmujące           |
| --------------------- | ---------------------- | -------------------------- | ------------------- | ------------------------------- |
| Samantha Bricio       | Channon Thompson       | Sinead Jack Johanna Gamboa | Krystle Esdelle     | Channon Thompson Darlene Ramdin |
| Najlepsza zagrywająca | Najlepsza rozgrywająca | Najlepsza broniąca         | Najlepsza libero    | Najlepsza odbierająca           |
| Channon Thompson      | Sashiko Sanay          | Afesha Olton               | Lizeth Lopez        | Lizeth Lopez                    |